# Jaelon Darden
Jaelon Darden (Houston, 14 gennaio 1999) è un giocatore di football americano statunitense che milita nel ruolo di wide receiver per i Cleveland Browns della National Football League (NFL).

## Carriera

### Tampa Bay Buccaneers
Darden al college giocò a football alla University of North Texas. Fu scelto nel corso del quarto giro (129º assoluto) nel Draft NFL 2021 dai Tampa Bay Buccaneers. Debuttò come professionista subentrando nella gara del terzo turno contro i Los Angeles Rams ricevendo un passaggio. La sua stagione da rookie si chiuse con 6 ricezioni per 43 yard in 9 presenze, nessuna delle quali come titolare.

### Cleveland Browns
Il 7 dicembre 2022 Darden firmò con i Cleveland Browns.